# Трясунка
Трясу́нка (лат. Bríza) — род травянистых растений семейства Злаки, или Мятликовые (Poaceae). Род включается около 20 видов.

## Название
Научное название рода, Briza, имеет греческое происхождение и взято из трудов римского медика Галена (II—III век н. э), у которого оно относилось к некому хлебному злаку — возможно, ко ржи.
Русские народные названия трясунок — «кукушкины слёзки» и «богородицыны слёзы». Такие фитонимы, как и русское название рода («трясунка»), объясняются особенностями строения раскидистого сложного соцветия, которое похоже на множество капель, висящих в воздухе на тонких стебельках и начинающих качаться («трястись») даже при лёгких порывах ветра. С образом слёз связаны фитонимы трясунок и на некоторых других языках: так, испанское народное название трясунки средней (Briza media) и трясунки большой (Briza maxima) — Lágrimas de la Virgen María («Слёзы девы Марии», «Слёзы богородицы»).

## Распространение, экология
Ареал рода охватывает Европу, Западную Азию, Северную Африку и Южную Америку. Некоторые виды как заносные растения встречаются в Северной Америке.
Растения встречаются на лугах, лесных полянах, в зарослях кустарников.

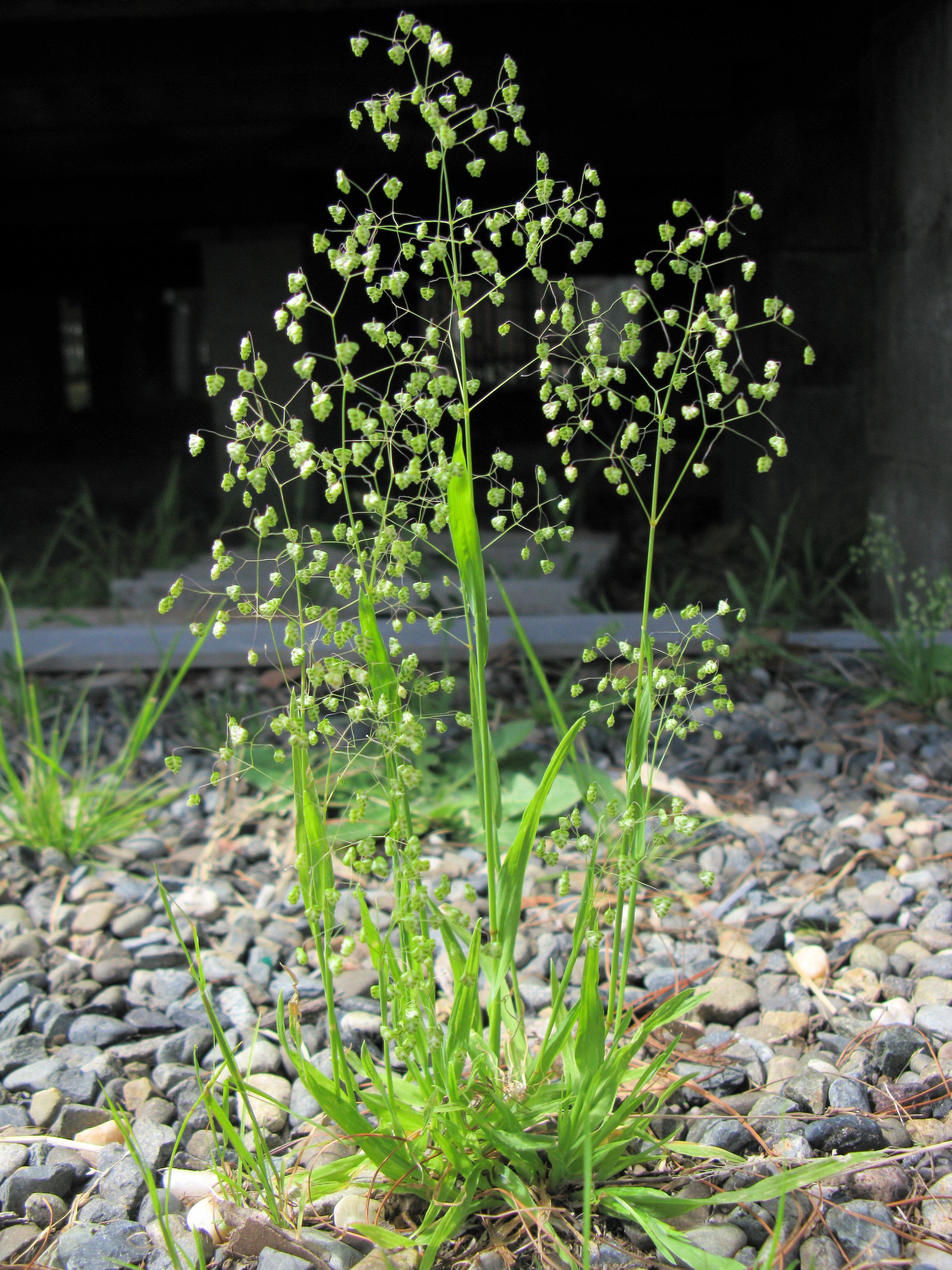
Бриза малая (Briza minor), общий вид цветущего растения

Некоторые виды трясунки являются кормовыми растениями для насекомых, например, жуков-тускляков (Amara).

## Биологическое описание
Однолетние или многолетние растения с короткими ползучими корневищами или без них.

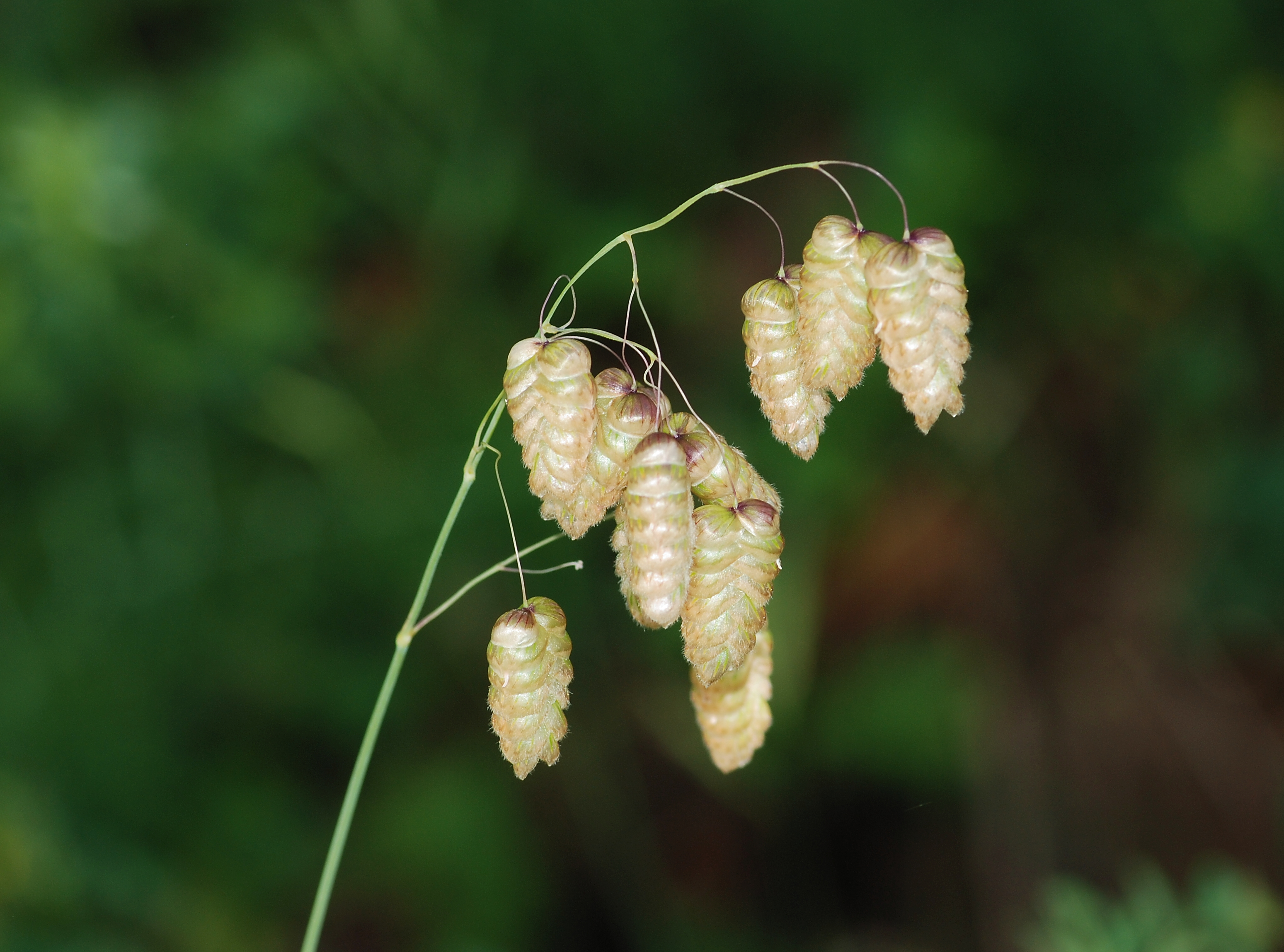
Общее соцветие Трясунка большая|трясунки большой (Briza maxima)

Листовые пластинки линейные, обычно плоские. Соцветие — метёлка с относительно крупными многоцветковыми колосками.

## Использование, культивирование
Некоторые виды — кормовые растения для скота.
Трясунку большую (Briza maxima), трясунку среднюю (Briza media) и трясунку малую (Briza minor) культивируют в качестве декоративных растений. Засушенные соцветия используют для создания сухих (зимних) букетов — флористических композиций из сухих элементов растительного происхождения.

## Виды
По информации базы данных The Plant List (2013), род включает 22 вида:
- Briza ambigua Hack.
- Briza brachychaete Ekman
- Briza brasiliensis (Nees) Ekman — Трясунка бразильская
- Briza brizoides (Lam.) Kuntze
- Briza calotheca (Trin.) Hack.
- Briza erecta Lam. — Трясунка прямая
- Briza humilis M.Bieb. — Трясунка низкая
- Briza itatiaiae Ekman
- Briza juergensii Hack.
- Briza lamarckiana Nees — Трясунка Ламарка
- Briza marcowiczii Woronow — Трясунка Марковича
- Briza maxima L. — Трясунка большая
- Briza media L. typus[1] — Трясунка средняя
- Briza minor L. — Трясунка малая
- Briza monandra (Hack.) Pilg. — Трясунка однотычинковая
- Briza paleapilifera Parodi
- Briza parodiana Roseng., B.R.Arrill. & Izag.
- Briza poimorpha (C.Presl) Henrard
- Briza rufa (J.Presl) Steud.
- Briza scabra (Nees ex Steud.) Ekman
- Briza subaristata Lam.
- Briza uniolae (Nees) Steud.

Ещё десять видовых названий этого рода имеют в The Plant List (2013) статус unresolved name, то есть относительно этих названий нельзя однозначно сказать, следует ли их свести в синонимику других видов — либо их следует использовать как названия самостоятельных видов.